# Заруддя (зупинний пункт, Львівська залізниця)
Зару́ддя — пасажирська зупинна залізнична платформа Рівненської дирекції Львівської залізниці.
Розташована в селі Заруддя Дубенського району Рівненської області на лінії Здолбунів — Красне між станціями Озеряни (6 км) та Дубно (16 км).
Станом на вересень 2017 р. на платформі зупиняються приміські поїзди.